# Carfax (impresa commerciale)
Carfax è un'azienda statunitense che fornisce, via Internet, dati sulla storia dei veicoli usati a clienti privati e aziende, in Europa, Stati Uniti e Canada.

## Storia della società
Carfax Inc. è stata fondata nel 1984 a Columbia, Missouri, da Ewin Barnett III e Robert Daniel Clark. Oggi la società ha sede a Centreville, in Virginia. L'obiettivo originario dell'azienda era quello di combattere le frodi relative ai contachilometri. Le prime versioni dei report Carfax sulla storia del veicoli, si basavano su un database di circa 10.000 registrazioni e venivano distribuiti ai concessionari di auto tramite fax. Nel dicembre 1996 è stato lanciato il sito web che ha consentito ai consumatori di accedere online ai dati storici di un veicolo. Nell'autunno del 1999, Carfax è diventata una società interamente controllata da R.L. Polk & Company. Carfax Europe GmbH è stata fondata nel 2007 per servire il mercato europeo. Nel 2013, il gruppo IHS ha acquisito R.L. Polk & Company e con essa Carfax. Nel 2015, IHS ha acquisito la società canadese Carproof, che forniva dati storici sui veicoli per il mercato canadese. Un anno dopo, nel marzo 2016, IHS si è fusa con Markit e nel luglio dello stesso anno è diventata IHS Markit, diventando il nuovo proprietario di Carfax. Nel luglio 2018, Carproof è stata rinominata Carfax Canada. Il 28 febbraio 2022, IHS Markit si è fusa con S&P Global e CARFAX è diventata una divisione della neonata società S&P Global Mobility.

## Prodotti e servizi
Il prodotto principale dell'azienda è il report Carfax della storia del veicolo. L’interrogazione del database di Carfax avviene inserendo il numero di telaio del veicolo composto da 17 cifre (detto anche VIN, Vehicle Identifcation Number); in alcuni Paesi europei e negli Stati Uniti, lo storico del veicolo può essere richiesto anche inserendo la targa. A seconda dei dati disponibili, Carfax crea un cosiddetto "Report sulla storia del veicolo" contenente le informazioni sulla vita di un veicolo. Se disponibili, il report include informazioni riguardanti il numero di proprietari precedenti, il chilometraggio, le revisioni, i dati sulla manutenzione, i danni precedenti, i dati sugli incidenti, i furti e gli eventuali usi alternativi.

## Fonti delle informazioni
Carfax dichiara di avere accesso a oltre 31 miliardi di dati provenienti da più di 139.000 fonti, tra cui le autorità automobilistiche di 19 paesi europei, 50 stati americani e tutte le 10 province canadesi. Le fonti di informazione includono i dati relativi al titolo di proprietà e all'immatricolazione forniti da motorizzazioni, aste di auto e veicoli di recupero, registri automobilistici, società di noleggio e flotte di veicoli, agenzie per la tutela dei consumatori, uffici di ispezione statali, compagnie di assicurazione, dipartimenti dei vigili del fuoco e della polizia, produttori, centri di revisione, officine di assistenza e riparazione, concessionari e società di importazione/esportazione.

## Carfax Europe
Dal 2007 Carfax è presente anche in Europa. Su iniziativa di Frank Brueggink, nel 2007 è stata fondata Carfax Europe GmbH insieme a R.L. Polk & Co. e Carfax Inc. a Monaco. Oltre ai dati di Carfax Inc, Carfax Europe offre anche lo storico dei veicoli per le auto europee. Secondo quanto dichiarato dall’azienda, Carfax Europe persegue l'obiettivo di rendere più trasparente il mercato delle auto usate in Europa. Grazie alla stretta collaborazione con Carfax Inc. negli Stati Uniti, Carfax Europe afferma di avere accesso a più di 35 miliardi di dati relativi a veicoli europei e nordamericani.
Nel 2009, l'azienda ha esteso il proprio raggio d'azione alla Svezia e, negli anni successivi, alla Spagna, alla Slovenia e, nel 2016, ai Paesi Bassi, ciascuno con il proprio sito web. Dal 2019 l'azienda opera anche nel mercato polacco e dal 2017 collabora con il Ministero Polacco del Digitale come parte del Registro Centrale dei Veicoli "Historia Pojazdu". Dal 2021 Carfax è presente anche nel mercato italiano.

## Carfax Canada
Dal 2018 Carfax dispone di dati sui veicoli anche per il mercato canadese, grazie all'acquisizione di Carproof da parte di IHS, investitore di Carfax, nel 2015. Carproof è stata fondata nel 2000 ed era leader di mercato per le informazioni storiche sui veicoli in Canada. Circa due anni dopo l'acquisto da parte di IHS, Carproof è stata rinominata Carfax Canada.